# 普罗托奇诺耶湖
普罗托奇诺耶湖（俄语：Озеро Проточное），日称雄武洞湖（日语：／），是萨哈林州乌格列戈尔斯克区的湖，水域面积3.1平方公里，集水面积26平方公里，与陶罗湖隔沙赫乔尔斯克相望。